# Nuevo Estadio Municipal José Zorrilla
Das Nuevo Estadio Municipal José Zorrilla (deutsch Neues Städtisches Stadion José Zorrilla) ist ein Fußballstadion im Barrio Parquesol der spanischen Stadt Valladolid, Kastilien und León. Es ist die Heimspielstätte des Fußballclubs Real Valladolid. Benannt ist die Anlage nach dem aus Valladolid stammenden Dichter und Dramatiker José Zorrilla y Moral. Es bietet momentan 27.618 Plätze.

## Geschichte
Das neue Estadio Municipal José Zorrilla wurde 1982, mit damals 33.000 Plätzen, als Austragungsort für die Fußball-Weltmeisterschaft 1982 erbaut. Es ersetzte das 1940 eröffnete Estadio José Zorrilla, mit einem Fassungsvermögen von 15.000 Besuchern. Das erste Spiel fand am 20. Februar 1982 zwischen Real Valladolid und Athletic Bilbao statt, das Tor beim 1:0-Sieg der Hausherren erzielte Jorge Alonso. Am 13. April 1982 fand zudem das Endspiel des spanischen Pokals zwischen Real Madrid und Sporting Gijón statt. 1985 wurde die Nordtribüne errichtet und das Stadion somit geschlossen. 1995 wurden sämtliche Stehplätze in Sitzplätze umgewandelt, weshalb sich das Fassungsvermögen von 33.000 auf die 26.512 reduzierte. 1997 entschloss man sich schließlich, als erstes spanisches Fußballstadion, die A-Tribüne mit Heizstrahlern auszustatten. Das „José Zorrilla“ verfügt über 120 V.I.P.-Logen. Zudem stehen 1629 Parkplätze zur Verfügung. 2016 und 2017 war das Stadion Austragungsort des Endspiels der Copa del Rey de Rugby.
Anfang März 2023 genehmigte die Stadt einen Vertrag mit Real Valladolid über die Erweiterung des Stadions in drei Abschnitten. Des Weiteren wurde vereinbart, dass der Club jährlich 224.563 Euro als Miete für die Spielstätte über die nächsten 50 Jahre zahlt. Rund 40 Mio. Euro sollen in den Ausbau investiert werden. Es soll eine neue Südtribüne mit etwa 4500 Plätzen errichtet werden. Dies würde eine Kapazität auf bis zu 32.000 Zuschauer erweitern. Erster Teil der Planungen befasst sich mit dem Umfeld des Estadio José Zorrilla. Die „Ciudad Deportiva Real Valladolid“ (deutsch Sportstadt Real Valladolid) mit vier Fußballfeldern soll u. a. mit zwei Trainingsplätzen und einem kleinen Stadion mit 2000 Plätzen ergänzt werden. Dies soll nach Plan maximal zwei Jahre dauern. Des Weiteren soll die vorhandene Überdachung des „José Zorrilla“ über der Nord- wie den beiden Längstribünen im Westen und Osten ersetzt werden. Zusätzlich ist die Erneuerung der Fassade vorgesehen.

## Länderspiele
Die spanische Fußballnationalmannschaft der Männer hat bisher vier Länderspiele im Estadio Municipal José Zorrilla ausgetragen.
- 11. Mär. 1992:  Spanien –  Vereinigte Staaten 2:0 (Freundschaftsspiel)
- 08. Juni 1997:  Spanien –  Tschechien 1:0 (Qualifikation zur WM 1998)
- 01. Mär. 2006:  Spanien –  Elfenbeinküste 3:2 (Freundschaftsspiel)
- 19. Nov. 2023:  Spanien –  Georgien 3:1 (Qualifikation zur EM 2024)

## Galerie

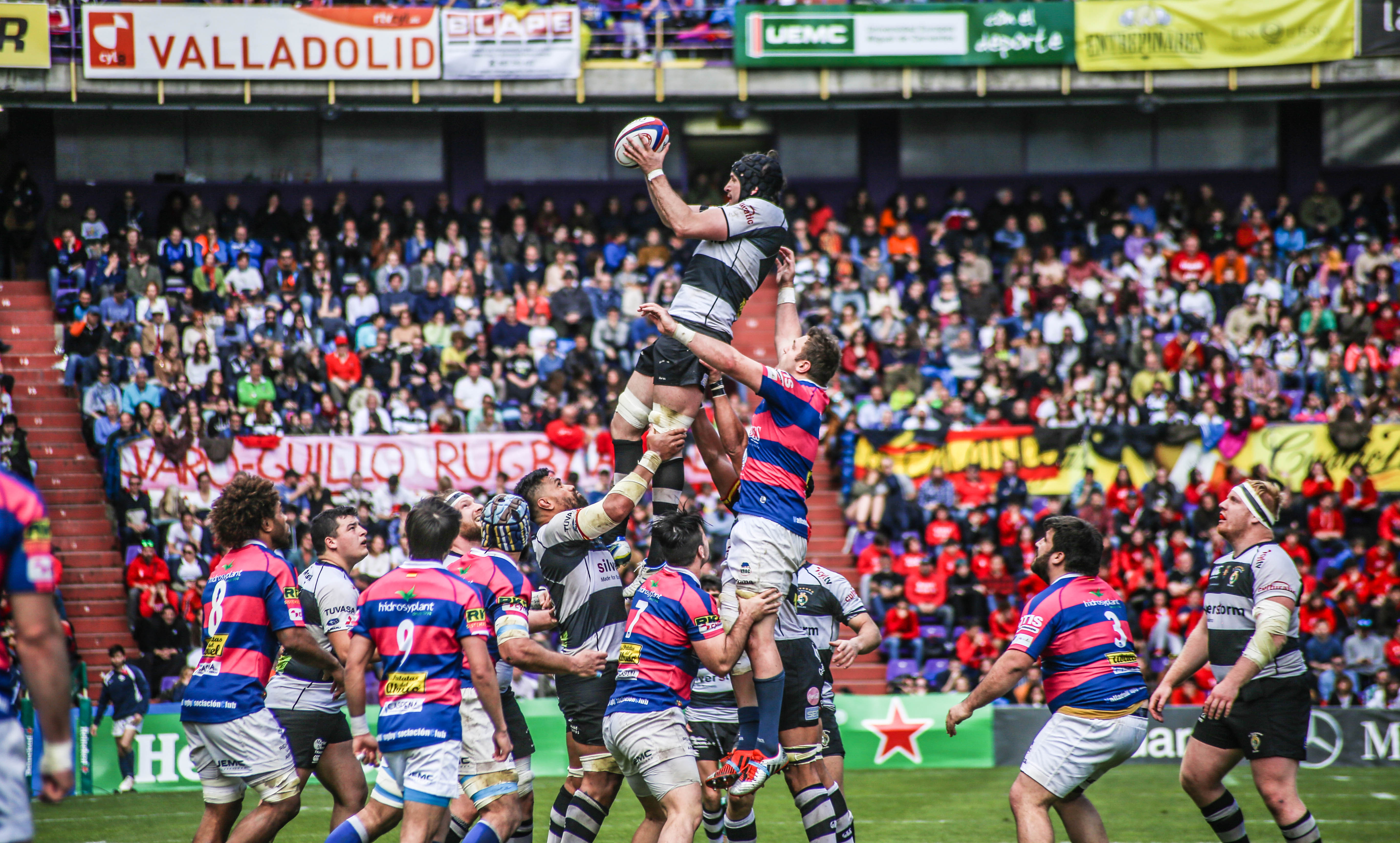
Endspiel der Copa del Rey de Rugby 2016 zwischen dem Valladolid Rugby Asociación Club und dem Club de Rugby El Salvador im Estadio Municipal José Zorrilla
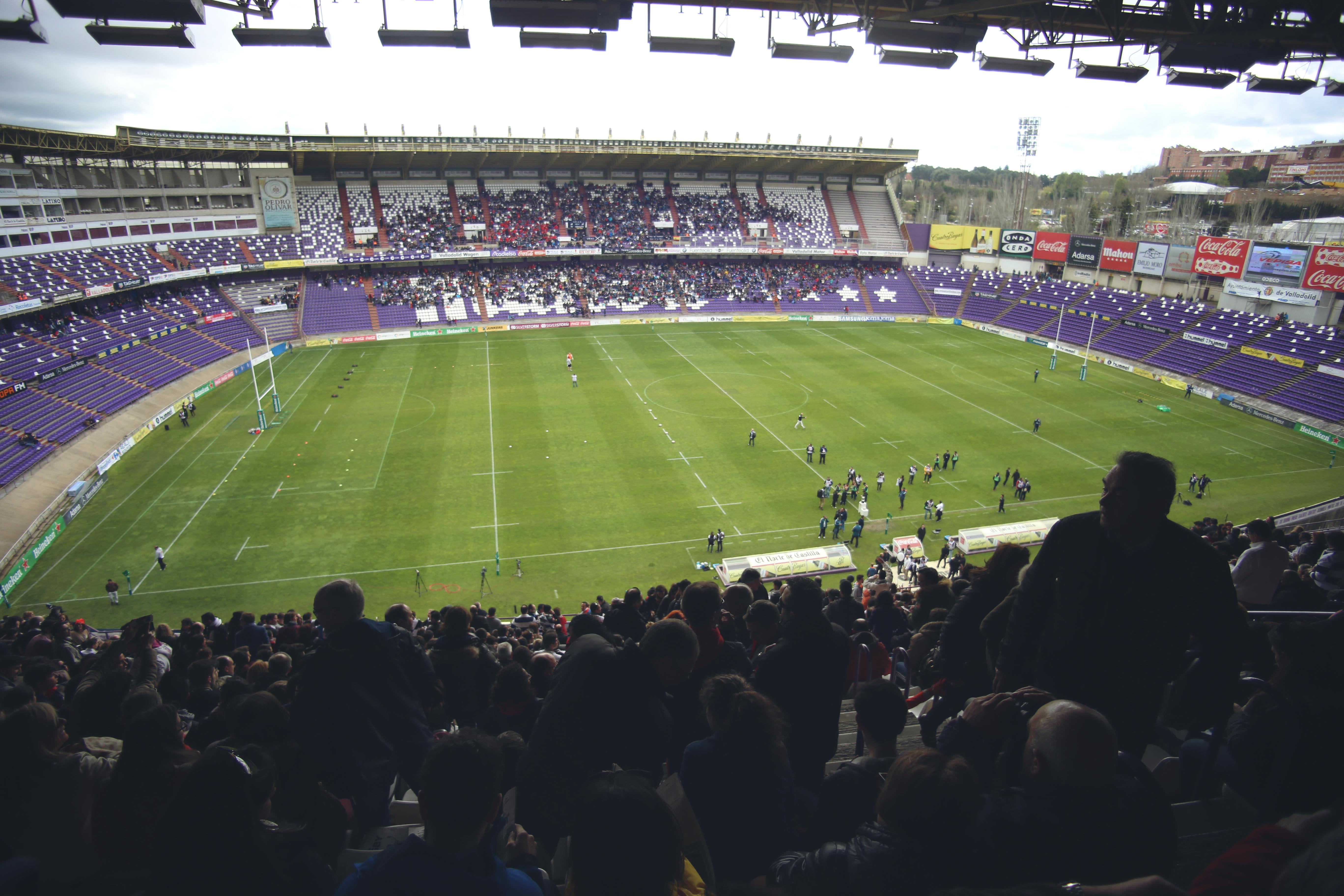
Copa del Rey de Rugby 2016
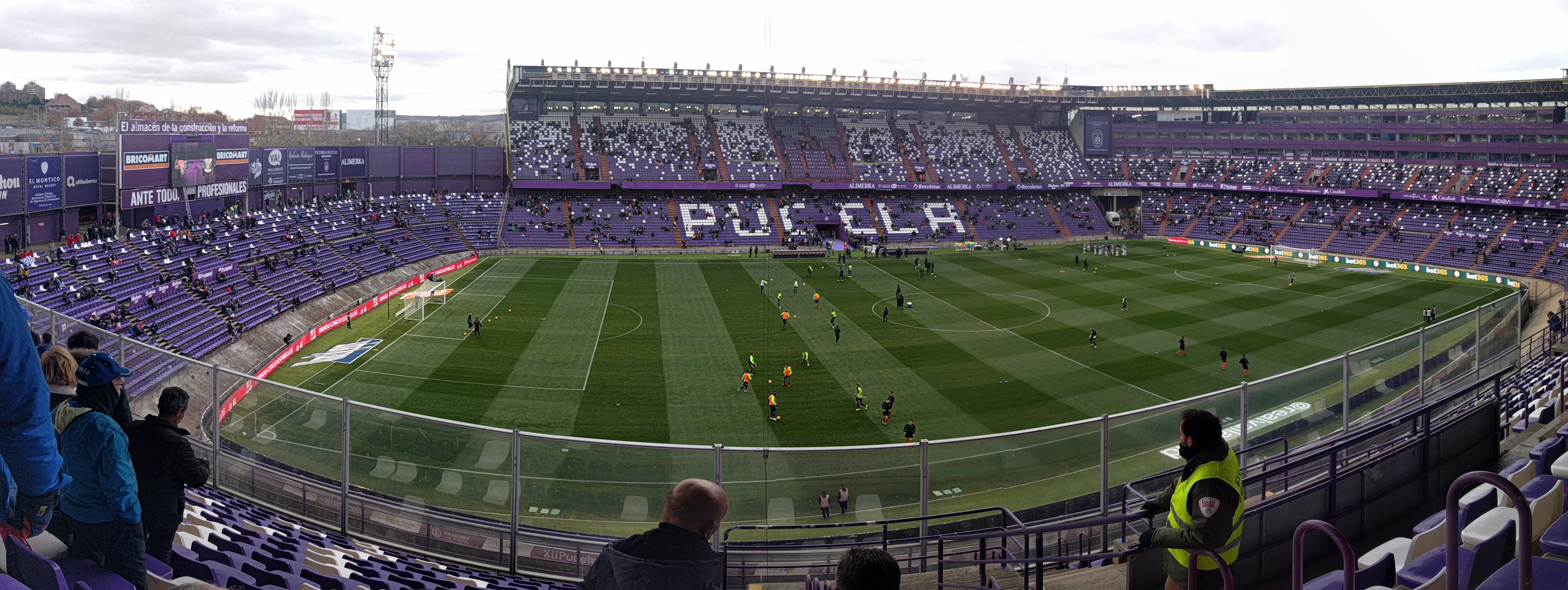
Blick in das Stadion von der Osttribüne beim Ligaspiel Real Valladolid gegen den CD Leganés (Dezember 2018)
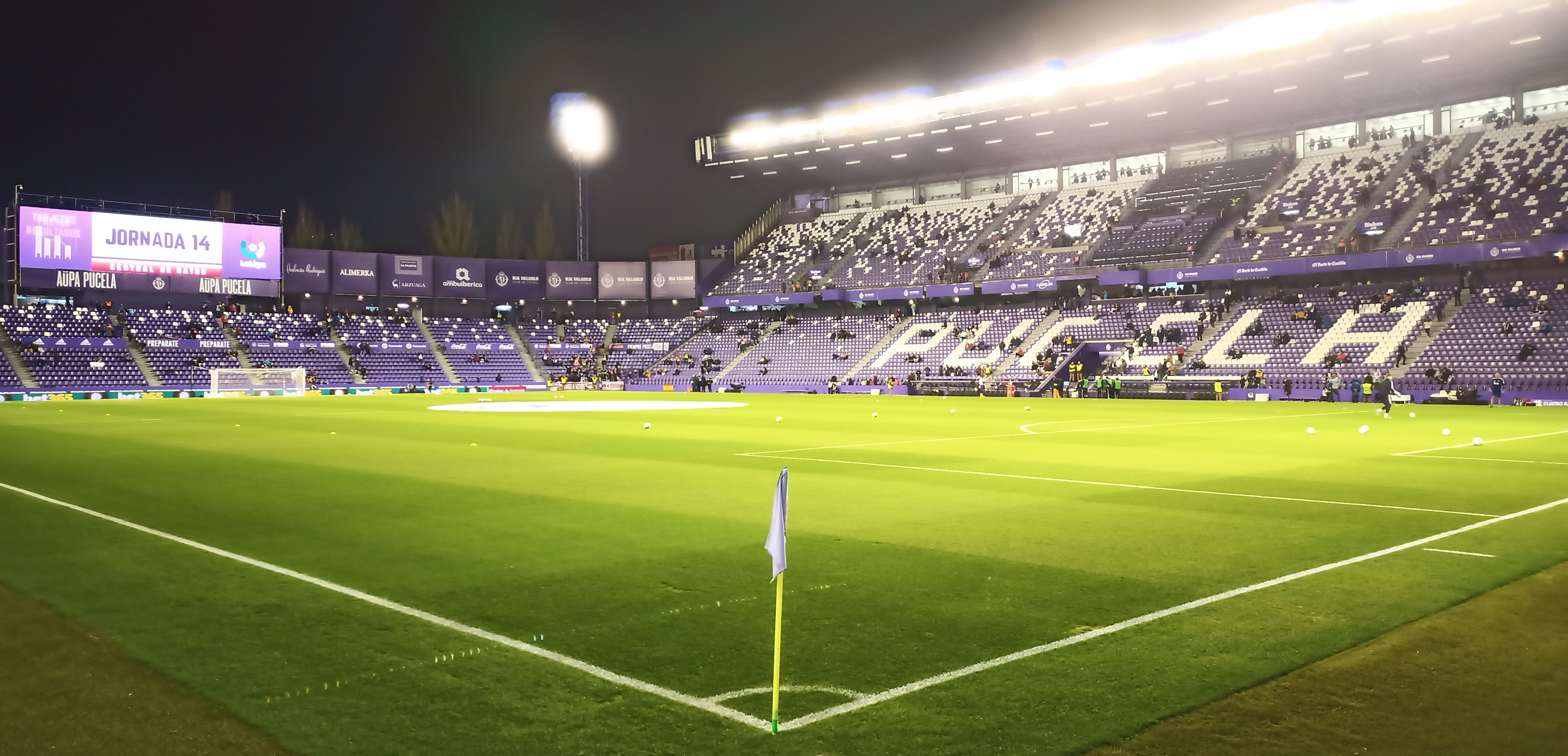
Blick in das Stadion auf die Süd- (links) und die Westtribüne bei der Ligabegegnung Real Valladolid gegen den FC Sevilla (November 2019)